# Alopecosa pinetorum
Alopecosa pinetorum là một loài nhện trong họ Lycosidae.
Loài này thuộc chi Alopecosa. Alopecosa pinetorum được Tord Tamerlan Teodor Thorell miêu tả năm 1856.